# Terhelő ellenállás
Villamos műszerek hitelesítésénél, ellenőrzésénél szükséges a villamos energia fogyasztásának ismerete. Erre a célra használják a terhelő ellenállásokat.

## Kivitelezése
Többnyire párhuzamosan kapcsolható ellenálláselem. Terhelés alatt az üzemi hőmérséklet magas, emiatt a közvetlen tartószerkezet általában kerámia. A csatlakozó kapocs könnyen hozzáférhető.

## Az ellenállás anyaga
Anyaga leggyakrabban nikkel-króm-ötvözetű szalag vagy huzal. Elvárás, hogy a melegedési időállandó aránylag kicsi legyen, így a beállított terhelőáram hamar stabilizálódjon. További elvárás, hogy a hideg és az üzemi meleg ellenállás minél kevésbé térjen el egymástól.

## Biztonsági követelmények
Biztonsági szempontból a szigetelés az üzemi hőmérsékleten is a lehető legjobb. Az áramvivő részek a tartós üzemet és a magasabb hőmérsékletet is kifogástalanul bírják. A hőmérséklet emelkedésével a hőtágulás hatására a vezető részek nem kerülhetnek zárlatba.

## Élettartam
A terhelő ellenállás élettartamát a gyártók a névleges feszültségen, üzemórában adják meg. Szokásos értéke 0,6–3 ezer óra. Az ettől való tényleges eltérés általában ±20%. Azoknak a terhelő ellenállásoknak, melyek nagy hőmérsékleten, izzó állapotban állnak üzemben, az élettartama igen rövid, kb. 2-300 óra.